# 十八大通
十八大通（じゅうはちだいつう）は、江戸時代の代表的な通人と呼ばれた人々のこと。その多くは札差であった。ただし、「十八」という数は「八百万の神々」「江戸八百八町」などのように、多数という意味、または吉数に因んだものと思われ、人数にも諸説がある。
彼らは義侠心に富み、しゃれっ気があり、吉原遊びに途方もない大金を使う遊び人で、金の使いっぷりが景気良く、男伊達でもあるという、江戸ッ子気質の大尽であった。十八大通に数えられていようといまいと、蔵前の旦那と呼ばれる札差達は色々な遊び芸事に夢中になった。その文芸との関わりは、歌舞伎や俳諧のほか、茶番劇・琴・能・踊・河東節・浄瑠璃・一中節・らっぱ等々、多方面にわたった。ことに歌舞伎では興業の援助者であり、役者たちのパトロンでもあった。
大通が歌舞伎役者の振舞をまね、衣装や持ち物までそっくりに揃えて、一人の役者の熱心なファンになると、役者のほうでも舞台で大通の姿を入れて応える。両者はますます芝居じみて派手で大袈裟な行動をみせるようになる。なかでも最も有名となったのは、御蔵前の今助六とよばれた大口屋暁雨である。
十八大通として知られる人達が活躍したのは、主に宝暦年間（1751年 - 1763年）から天明年間（1781年 - 1788年）のことであり、その多くは札差で占められていたが、文化・文政期（1804年 - 1829年）頃には札差は数人どまりで、あまり派手な浪費譚や、吉原を舞台にした景気の良い話が残されていない。古くは遊里で一晩に100両、200両と蕩尽して遊ぶのがもてはやされたが、化政期頃になると10両、20両でこれだけの遊びをしてきた、という方が遊び巧者であり、本当の通人と見られるようになってきた。

## 十八大通の通称・屋号・商売
| 号・通称   | 屋号               | 商売                 |
| ---------- | ------------------ | -------------------- |
| 暁雨・暁翁 | 大口屋治兵衛       | 札差、明和四年廃業   |
| ――         | 利倉屋庄左衛門     | 札差                 |
| 祇蘭       | 下野屋十右衛門     | 札差、松本氏         |
| 景舎       | 近江屋佐平次       | 札差、天保十二年廃業 |
| むだ十     | 下野屋十兵衛       | 札差、寛政九年廃業   |
| 百亀       | 伊勢屋喜太郎       | 札差、三宅氏         |
| 金翠       | 大口屋八兵衛       | 札差、文政四年廃業   |
| 有游       | 笠倉屋平十郎       | 札差、寛政八年廃業   |
| 珉里       | 伊勢屋宗三郎       | 札差、天保九年廃業   |
| じゆんし   | 大内屋市兵衛       | 札差、享和三年廃業   |
| 全史       | 伊勢屋宗四郎       | 札差、寛政八年廃業   |
| 左達       | 松坂屋市右衛門     | 札差、和田氏         |
| 稲有       | 大口屋平兵衛       | 札差、天保十二年廃業 |
| 柳賀       | 近江屋佐平次       | 札差                 |
| 魚交       | 平野屋久次郎       | 札差                 |
| 文蝶       | 大黒屋文七（の祖） | 髪結                 |
| 文魚       | 大和屋太郎次       | 足代方御用達         |
| 秀民       | 大黒屋庄六         | 吉原遊女屋           |
| 帆船       | 村田屋平四郎       | 干鰯問屋             |
| 甫周       | 桂川国瑞           | 奥医師               |
| 万山       | 樽屋与左衛門       | 町年寄               |
| 恋藤       | 鯉屋藤左衛門       | 魚問屋               |
| 草嘉       | 松坂屋             | 吉原遊女屋           |
| 牧十       | 蔦屋               | 吉原遊女屋           |
| 阿能       | 旭丸屋             | 吉原遊女屋           |
| 墨可       | 扇屋勘五郎         | 吉原遊女屋           |
| 文洲       | 四ツ目屋           | 吉原遊女屋           |
| 千局       | 中近江屋           | 吉原遊女屋           |
| 雄石       | 大崎               | 不明                 |

『通人舞』、『通俗雲談』雲雀亭春麿、『御蔵前馬鹿物語』三田村鳶魚、『残菜袋』三升屋二三治（みますやにそうじ）より

## 棄捐令発令時
寛政元年（1789年）の棄捐令発令時に、十八大通に名を連ねた札差たちも債権放棄を強いられている。
| 名称                   | 棄捐金額              |
| ---------------------- | --------------------- |
| 利倉屋庄左衛門         | 14,226両3分と銀6分9厘 |
| 祇蘭・下野屋十右衛門   | 19,460両1分余         |
| 景舎・近江屋佐平次     | 24,000両余            |
| むだ十・下野屋十兵衛   | 15,000両弱            |
| 祇園珉里・伊勢屋宗三郎 | 24,000両余            |
| 左達・松坂屋市右衛門   | 32,000両弱            |

大通と呼ばれた彼らにしても、棄捐金額は平均より上という程度である。経営規模が十八大通なみの札差が当時は非常に多かったのである。